# Liste der Naturdenkmale in Neidenfels
Die Liste der Naturdenkmale in Neidenfels nennt die im Gemeindegebiet von Neidenfels ausgewiesenen Naturdenkmale (Stand 4. März 2024).

## Naturdenkmale
| Nr.         | Bezeichnung | Lage                               | Beschreibung  | Bild                                    |
| ----------- | ----------- | ---------------------------------- | ------------- | --------------------------------------- |
| ND-7332-180 | Neidenfels  | nördlich der Ruine Neidenfels Lage | Sandsteinfels | Direkt Bild zu diesem Denkmal hochladen |